# Port lotniczy Durban
Port lotniczy Durban (IATA: DUR, ICAO: FADN) – międzynarodowy port lotniczy położony w Durbanie, w prowincji KwaZulu-Natal. Był jednym z największych portów lotniczych w Republice Południowej Afryki. Używany był w latach 1951–2010 i został zastąpiony przez Port lotniczy King Shaka. Obecnie jest lotniskiem wojskowym.